# Съновник
Съновникът е книга или друг каталог, предназначен за тълкуване на сънища.
Съновниците са систематизирани сборници от образи от сънищата със съответната им интерпретация. Тя обикновено се базира на установени представи в съответната култура. Например, в класическата Античност сънищата се разглеждат като подсказващи бъдещето и съдържащи в скрита форма решения на проблемите на сънуващия. Макар някои психолози да се опитват да интерпретират конкретни сънища, съновниците като цяло са смятани за лишени от научна стойност.